# Samtgemeinde Altes Amt Ebstorf
La comunità amministrativa di Altes Amt Ebstorf (Samtgemeinde Altes Amt Ebstorf) si trovava nel circondario di Uelzen nella Bassa Sassonia, in Germania. A partire dal 1º novembre 2011 è stata unificata nel Samtgemeinde Bevensen-Ebstorf.

## Suddivisione
Comprende 5 comuni:
1. Ebstorf (comune mercato)
2. Hanstedt
3. Natendorf
4. Schwienau
5. Wriedel

Il capoluogo è Ebstorf.